# 絲黛芬妮
《絲黛芬妮》（英語：Stephanie）是一部2017年美國奇幻恐怖片，由詹姆斯·德莫纳克执导，並由弗兰克·格里罗主演。影片定于2017年4月17日在美国The Overlook電影節進行首映禮。
電影獲得褒貶不一的評價，在全球獲得2500萬美元的票房。

## 劇情
父母因為怪物旋即襲擊美國而使兩人被逼暫時遺棄Stephanie，在哥哥的死亡和父母的遺棄的情況下，她唯有靠吃花生醬為生。後來Stephanie被一股超自然力量圍繞著。當父母回來後，他們驚訝地發現此超自然力量正在肆虐，更開始影響Stephanie…

## 外部連結
- 互联网电影数据库（IMDb）上《絲黛芬妮》的资料（英文）